# کارول کنیاژویج
بارون کارول اتو کنیاژویج (لهستانی: Baron Karol Otto Kniaziewicz) (۴ مهٔ ۱۷۶۲ – ۹ مهٔ ۱۸۴۲) ژنرال و سیاستمدار اهل لهستان بود.
کنیاژویج دانشجوی دانشگاه افسری بود و در جنگ ۱۷۹۲ لهستان و روسیه شرکت داشت، در هنگام قیام کوشچوشکو در سال ۱۷۹۴ درجه سرلشکری داشت. برجسته‌ترین دوران خدمت او مربوط به هنگ‌های لهستانی در جنگ‌های ناپلئونی می‌شود که او فرمانده هنگ اول بود. از ۱۷۹۹ تا ۱۸۰۱ کنیاژویج فرماندهی هنگ دانوب را به عهده گرفت و در نبرد هوهن لیندن خوش درخشید.
وی در سال ۱۸۱۲ از فرماندهان دوک‌نشین ورشو بود و در حمله به روسیه در سال ۱۸۱۲ شرکت داشت. در سال ۱۸۱۴ لهستان را به مقصد فرانسه ترک نمود و طی قیام نوامبر در سال‌های ۱۸۳۰ تا ۱۸۳۱ او به عنوان نماینده دولت ملی لهستان در پاریس خدمت کرد. در دوران مهاجرت کنیاژویج از نظر سیاسی با هتل لمبرت و آدام یژی چارتوریسکی گره خورده بود. او از بنیانگذاران کتابخانه لهستان در پاریس هم محسوب می‌شود.
کنیاژویج همچنین برندهٔ جوایزی همچون لژیون دونور (شوالیه) شده‌است.